# Howe (Texas)
Howe es un pueblo ubicado en el condado de Grayson en el estado estadounidense de Texas. En el Censo de 2010 tenía una población de 2.600 habitantes y una densidad poblacional de 235,48 personas por km².

## Geografía
Howe se encuentra ubicado en las coordenadas 33°30′48″N 96°37′3″O / 33.51333, -96.61750. Según la Oficina del Censo de los Estados Unidos, Howe tiene una superficie total de 11.04 km², de la cual 11.04 km² corresponden a tierra firme y (0%) 0 km² es agua.

## Demografía
Según el censo de 2010, había 2.600 personas residiendo en Howe. La densidad de población era de 235,48 hab./km². De los 2.600 habitantes, Howe estaba compuesto por el 89.35% blancos, el 1.62% eran afroamericanos, el 1.12% eran amerindios, el 0.65% eran asiáticos, el 0% eran isleños del Pacífico, el 4.35% eran de otras razas y el 2.92% pertenecían a dos o más razas. Del total de la población el 12.81% eran hispanos o latinos de cualquier raza.